# Viburnum tinus

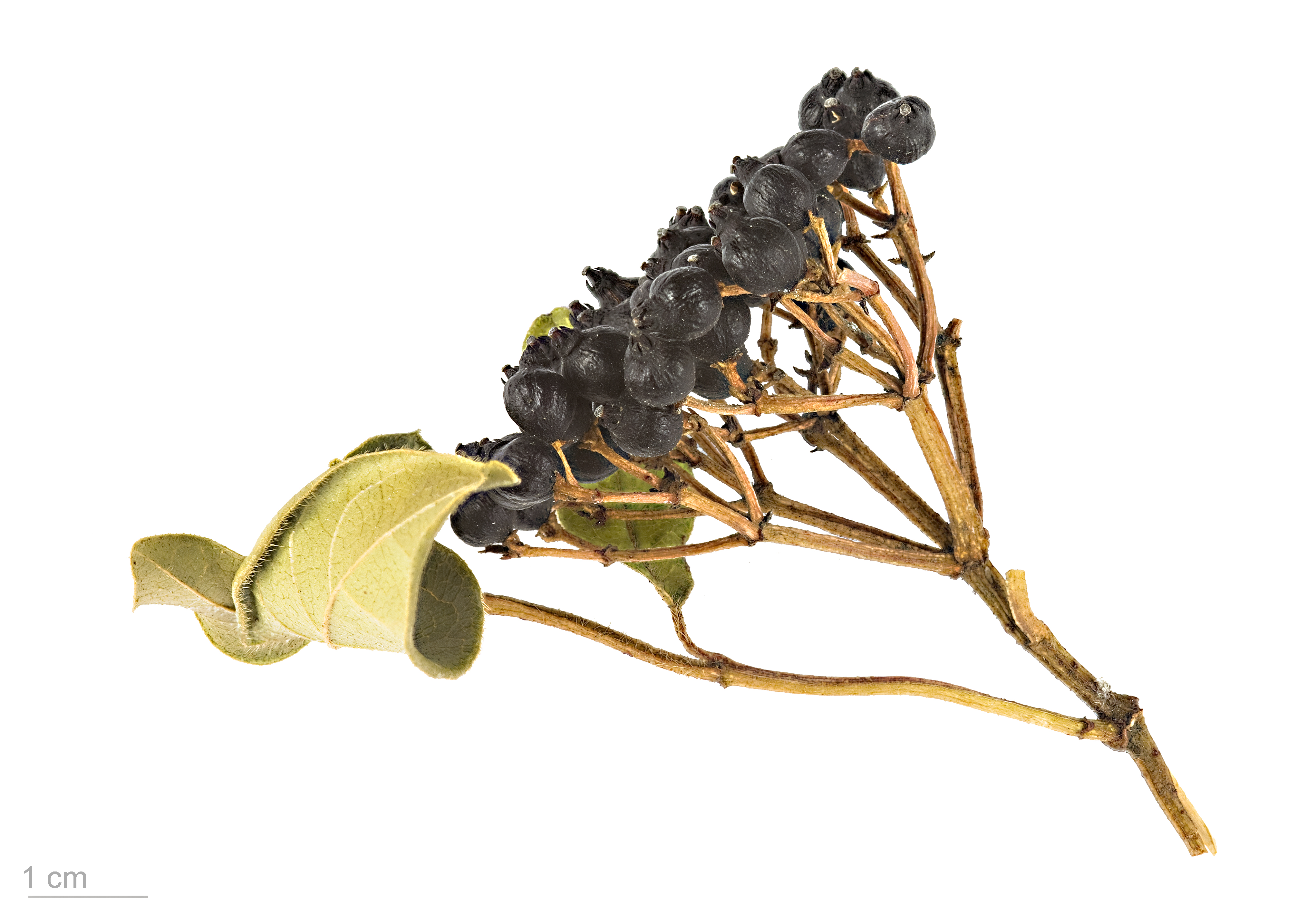
Viburnum tinus

Il viburno tino (Viburnum tinus L.) è una pianta della famiglia delle Viburnacee, diffuso nel bacino del Mediterraneo, chiamato volgarmente laurotino o lentaggine.

## Descrizione
Arbusto sempreverde, alto oltre i 3 m, con foglie di colore verde-scuro, ovali e arrotondate, consistenti, fiori bianchi con boccioli rosa, che sbocciano dall'autunno al pieno inverno.

## Ecologia
È una pianta molto visitata dalle api.